# Snowboard alla XXIV Universiade invernale
Alla XXIV Universiade invernale si sono disputate 7 gare di snowboard: quattro maschili e tre femminili.

## Risultati delle gare

### Maschili
| Specialità     | Oro               | Argento           | Bronzo         |
| Snowboardcross | Andreas Lausegger | Marcin Bocian     | Clemens Bolli  |
| Parallel GS    | Viktor Kulikov    | Andreas Lausegger | Alex Deubl     |
| Half Pipe      | Kazuhiro Kokubo   | Ho-jun Kim        | Xiaoye Zen     |
| Big Air        | Kazuhiro Kokubo   | Pekka Ruokanen    | Dmitry Mindrul |

### Femminili
| Specialità     | Oro             | Argento         | Bronzo             |
| Snowboardcross | Claire Chapotot | Klára Koukalová | Raffaella Brutto   |
| Parallel GS    | Anja Puggl      | Shohko Miyatake | Karolina Sztokfisz |
| Half Pipe      | Liu Jiayu       | Sun Zhifeng     | Xu Chen            |

## Medagliere
| Posizione | Paese         |   |   |   | Totale |
| --------- | ------------- | - | - | - | ------ |
| 1         | Giappone      | 2 | 1 | 0 | 3      |
| 1         | Austria       | 2 | 1 | 0 | 3      |
| 2         | Cina          | 1 | 1 | 2 | 4      |
| 3         | Russia        | 1 | 0 | 1 | 2      |
| 4         | Francia       | 1 | 0 | 0 | 1      |
| 5         | Polonia       | 0 | 1 | 1 | 2      |
| 6         | Corea del Sud | 0 | 1 | 0 | 1      |
| 6         | Rep. Ceca     | 0 | 1 | 0 | 1      |
| 6         | Finlandia     | 0 | 1 | 0 | 1      |
| 7         | Italia        | 0 | 0 | 1 | 1      |
| 7         | Germania      | 0 | 0 | 1 | 1      |
| 7         | Svizzera      | 0 | 0 | 1 | 1      |
| Totale    | Totale        | 7 | 7 | 7 | 21     |